# Nina Morato
Pour les articles homonymes, voir Morato.
Ne doit pas être confondu avec Nanni Moretti.
Nina Morato est le nom d'artiste de Stéphanie Morato, auteur-compositeur-interprète et actrice française, née le 2 mars 1966 à Paris.

## Biographie
Elle a grandi à Malakoff.

### Carrière

#### Les débuts et le succès
Après quelques 45 tours enregistrés sous les noms de Christie, Stéphanie ou Stéphanie de Malakoff, elle sort son premier single sous le nom de Nina Morato avec "Maman", en 1993. Ce single aura davantage de succès, confirmé par son premier album, Je suis la mieux (1993), sur lequel apparaît aux guitares le tout jeune Matthieu Chedid (aussi connu sous le nom de -M-), qui la suit aussi sur sa tournée. À la suite de cet album, elle reçoit en 1994 la Victoire de la Musique de la Révélation variétés féminine de l'année.
Début 1994, elle est choisie par France 2 pour représenter la France au 39e Concours Eurovision de la chanson avec "Je suis un vrai garçon", une chanson écrite par Bruno Maman, qui apparaîtra dans une édition ultérieure (plus rare) de l'album Je suis la mieux. Le 30 avril 1994 à Dublin (Irlande), elle se classe 7e sur 25 pays. En décembre de la même année, sort le film d'animation L'Étrange Noël de Monsieur Jack (tourné en 1993), dans lequel elle interprète une chanson pour la version française : "La Complainte de Sally". Elle joue également dans le film La Séparation de Christian Vincent en 1994.

#### Les deuxième et troisième albums
Comme d'autres artistes, Nina Morato passe difficilement le cap du deuxième album. Sorti en 1996,  L'Allumeuse ne trouve pas son public.
Elle fait son retour en 1999 avec un troisième album déchirant, Moderato, né dans la douleur : la chanteuse a perdu sa deuxième fille (l'enfant qu'elle avait eu avec le chanteur David Christie) à qui elle dédie ce disque. L'album contient des duos avec Princess Erika et Arthur H.
En 2000, la chanteuse retrouve la scène grâce à « La fête à Nina Morato » organisée aux Francofolies de La Rochelle.
En mars 2001, elle est l'une des nombreuses interprètes du titre "Que serai-je demain ?", en tant que membre du collectif féminin Les Voix de l'espoir, créé par Princess Erika.
Après quelques apparitions aux concerts d'autres artistes (Raphael, Arthur H...), Nina réitère l'expérience de La Rochelle, cette fois en se produisant le 28 mars 2006 à Paris sur la scène du Réservoir en compagnie de nombreux amis chanteurs invités pour l'occasion : Arthur H, Camille Bazbaz, Adanowsky, Vitto Meirelles, Albin de la Simone, Tanger et Julien Cottereau.

#### Le quatrième album
En octobre 2016, dix-sept ans après Moderato, son précédent album, elle sort chez AllAvitA-Records un nouvel album sobrement intitulé  "Nina Morato" dont le single "Fanfaron" est sorti quelques mois plus tôt.
Nina donne un concert piano-voix intimiste le 8 mars 2018 (à 20h) à Mondeville dans le Calvados au Carrefour Socio-Culturel et Sportif dans le cadre du festival Talents Aiguilles et de la journée de la femme, accompagnée sur certains titres par le guitariste Arsène Charry.
Elle est invitée à se produire le 4 août 2018 (à 22h) à Courlans dans le Jura sur la scène du festival Rock 'N Horses (en première partie du concert de Catherine Ringer) : seule au chant et s'accompagnant elle-même aux claviers, elle interprète une demi douzaine de ses chansons dont "Maman", sa chanson la plus connue. Elle remontera sur scène plus tard dans la soirée pour accompagner au chant Catherine Ringer sur le titre "Andy" des Rita Mitsouko joué en dernière chanson des rappels.
En 2023, elle se produit au SubPigalle, avec 10 titres dont notamment un duo avec Bazbaz
En 2024, elle participe à l'hommage à Nilda Fernandez en reprenant "Mes Yeux dans ton Regard".
En 2025, elle présente le spectacle Princesse des HLM, composé de réorchestrations,  de nouvelles chansons et d'intermèdes poétiques à la péniche Le Babour Sauvage du parc de La Villette, jusqu'en mars 2026.

#### L'expérience théâtrale
En 2007, elle fait ses débuts au théâtre, dans Les Monologues du vagin de Eve Ensler, au Théâtre Michel, puis poursuit l'année suivante au Théâtre de Paris avec Don Quichotte contre l’ange bleu de Jérôme Savary (aux côtés d'Arielle Dombasle).

### Vie privée
Née de sa liaison avec le chanteur David Christie, sa fille Julia succombe à l'âge de onze ans d'une surdose médicamenteuse. Trois mois après la mort de sa fille David Christie mettra fin à ses jours en 1997 à Capbreton.
Nina Morato avait auparavant partagé la vie du chanteur et disc jockey Jérôme Pijon, le fils du journaliste Gilles Schneider, ce dernier lui avait d'ailleurs écrit quelques morceaux de musiques.

## Discographie

### Singles pré-Nina Morato
- En tant que Stéphanie :
  - 1983 : Tous ces amoureux / L'Autre partie de moi-même
  - 1983 : Funky School / T'as envie d'amour
- En tant que Christie :
  - 1988 : Mirza, Oh Hé Hein Bon, Gaston y'a l'téléphon / Envie de moi
- En tant que Stéphanie de Malakoff :
  - 1988 : Mon p'tit Arthur / Mon p'tit Arthur (instrumental)
  - 1990 : T'en fais 2 fois trop / Jamais tranquille

### Singles Nina Morato
- 1993 : Maman / Winnie
- 1994 : Je suis un vrai garçon / Mon bébé qui dort
- 1996 : Moi-même / On est pas parfait
- 1996 : Seulement la nuit /Les chiens font pas des chats
- 1999 : J'attends
- 2015 : Fanfaron (Nina Morato / Christophe Van Huffel)

### Autres singles
- 2000 : avec Arthur H : En harmonie / Loulou
- 2001 : avec Les Voix de l'espoir : Que serai-je demain ?

### Collaborations
- 1994 : L'Étrange Noël de Monsieur Jack, B.O. de Danny Elfman : chant sur La Complainte de Sally
- 2002 : Zaïone de Sally Nyolo : chant sur A Lion in the Jungle
- 2003 : Blinder de The Opposition : chant sur Caroline
- 2007 : Le Bonheur fantôme de Bazbaz : chant sur Ritournelle
- 2011 : Juste Erika de Princess Erika : chant sur Dans la maison de mon père

## Filmographie
- 1994 : La Séparation : Marie
- 2004 : Ordo : Fanny
- 2005 : Ma vie en l'air : Magali
- 2009 : Le Bal des actrices : la directrice de casting
- 2012 : Rengaine : Nina

## Théâtre
- 2007 : Les Monologues du vagin de Eve Ensler, Théâtre Michel à Paris
- 2008 : Don Quichotte contre l’ange bleu de Jérôme Savary,   Théâtre de Paris